# Alytes maurus
Alytes maurus är en groddjursart som beskrevs av Pasteur och Bons 1962. Alytes maurus ingår i släktet Alytes och familjen skivtungade grodor. Inga underarter finns listade i Catalogue of Life.

## Utseende
Vuxna exemplar är cirka 5,5 cm långa och grodynglens längd är 2,4 till 5,6 cm. Huvudet är stort och bålen är robust. Alytes maurus saknar simhud mellan handens fingrar men mellan bakfotens tår finns delvis simhud. Pupillerna i de stora ögonen är smala och lodräta. Arten har en ljusbrun till brun grundfärg och många fläckar eller punkter i olivgrön, svart och mörkare brun. Undersidans färg är vit. Längs kroppens sidor och på armarna förekommer ljusröda vårtor. Allmänt är honor större än hanar.

## Utbredning
Arten har tre eller fyra från varandra skilda populationer i Marocko. Den lever i kulliga områden och i bergstrakter mellan 200 och 2050 meter över havet. Grodan hittas även i den spanska enklaven Ceuta. Habitatet utgörs av fuktiga ställen i karstområden, ofta nära vattendrag. Individerna gömmer sig ofta under stenar. Växtligheten kan variera mellan buskar, trädansamlingar med korkek (Quercus suber) och trädgårdar.

## Ekologi
Honor kan fortplanta sig 3 till 4 gångar per år och de lägger cirka 60 ägg per tillfälle. Liksom hos andra barnmorskegrodor bär hanen äggen. De placeras i vatten kort före kläckningen. En hane kan para sig med flera honor och den kan bära ägg från tre honor samtidig. Liksom hos andra släktmedlemmar har grodynglen vårtor på ovansidan som avsöndrar ett illa luktande och giftigt sekret.
Individerna är främst aktiva under skymningen och under nätter med regn.

## Status
Det största hotet mot arten är den introducerade fisken Gambusia holbrooki. Den infördes däremot inte i alla vattendrag där Alytes maurus lever. Populationen kring staden Chefchaouen påverkas negativ av vattenföroreningar. I utbredningsområdet inrättades olika skyddszoner. IUCN kategoriserar arten globalt som nära hotad, främst på grund av det begränsade utbredningsområde.